# Дмитрово (Крым)
Дми́трово (до 1948 года Калму́-Кара́; укр. Дмитрове, крымскотат. Qalmuq Qarı, Калмукъ Къары) — село в Симферопольском районе Республики Крым, входит в состав Донского сельского поселения (согласно административно-территориальному делению Украины — Донского сельского совета Автономной Республики Крым).

## Современное состояние
В Дмитрово 5 улиц, площадь, занимаемая селом, 17,9 гектара, на которой в 100 дворах, по данным сельсовета на 2009 год, числилось 234 жителя, село связано автобусным сообщением с Симферополем.

## Население
| 2001 | 2014 |
| ---- | ---- |
| 254  | ↗265 |

Всеукраинская перепись 2001 года показала следующее распределение по носителям языка
| Язык             | Процент |
| ---------------- | ------- |
| русский          | 50,39   |
| украинский       | 14,57   |
| крымскотатарский | 8,66    |
| белорусский      | 1,97    |

### Динамика численности
| - 1805 год — 88 чел. - 1864 год — 27 чел. - 1887 год — 45 чел. - 1892 год — 45 чел. - 1902 год — 44 чел. - 1904 год — 30 чел. - 1911 год — 71 чел. - 1915 год — 31/13 чел. | - 1926 год — 127 чел. - 1939 год — 158 чел.. - 1950 год — 270 чел. - 1989 год — 172 чел. - 2001 год — 254 чел.. - 2009 год — 234 чел. - 2014 год — 265 чел. |

## География
Село Дмитрово расположено на крайнем востоке района, примерно в 18 километрах от Симферополя (там же ближайшая железнодорожная станция Симферополь). Дмитрово находится на стыке предгорной и степной зон Крыма, в балке ручья Осма(ранее Асма), левого притока реки Зуи, высота центра села над уровнем моря 261 м. Соседние сёла Верхнекурганное — около 3 километров ниже по балке, Донское примерно в 4 км и, южнее, — Нижние Орешники Белогорского района, примерно в 3 километрах. Транспортное сообщение осуществляется по региональной автодороге 35Н-509 от шоссе 35К-003 Симферополь — Феодосия (по украинской классификации — С-0-11314)

## История
Первое документальное упоминание села встречается в Камеральном Описании Крыма… 1784 года, судя по которому, в последний период Крымского ханства Калмук Кара входил в Ашага Ичкийский кадылык Акмечетского каймаканства. После присоединения Крыма к России (8) 19 апреля 1783 года, (8) 19 февраля 1784 года, именным указом Екатерины II сенату, на территории бывшего Крымского Ханства была образована Таврическая область и деревня была приписана к Симферопольскому уезду. После Павловских реформ, с 1796 по 1802 год, входила в Акмечетский уезд Новороссийской губернии. По новому административному делению, после создания 8 (20) октября 1802 года Таврической губернии, Калму-Кара был включён в состав Кадыкойскои волости Симферопольского уезда.
По Ведомости о всех селениях в Симферопольском уезде состоящих с показанием в которой волости сколько числом дворов и душ… от 9 октября 1805 года, в деревне Калмук-кара числилось 11 дворов и 60 жителей, исключительно крымских татар. На военно-топографической карте генерал-майора Мухина 1817 года обозначена Калмук-кара с 12 дворами. После реформы волостного деления 1829 года деревню Калмук-Кара, согласно «Ведомости о казённых волостях Таврической губернии 1829 года», передали в состав Сарабузской волости. На карте 1836 года в деревне 16 дворов. Затем, видимо, в результате эмиграции крымских татар, деревня заметно опустела и на карте 1842 года Калмук Кара условным знаком «малая деревня», то есть, менее 5 дворов.

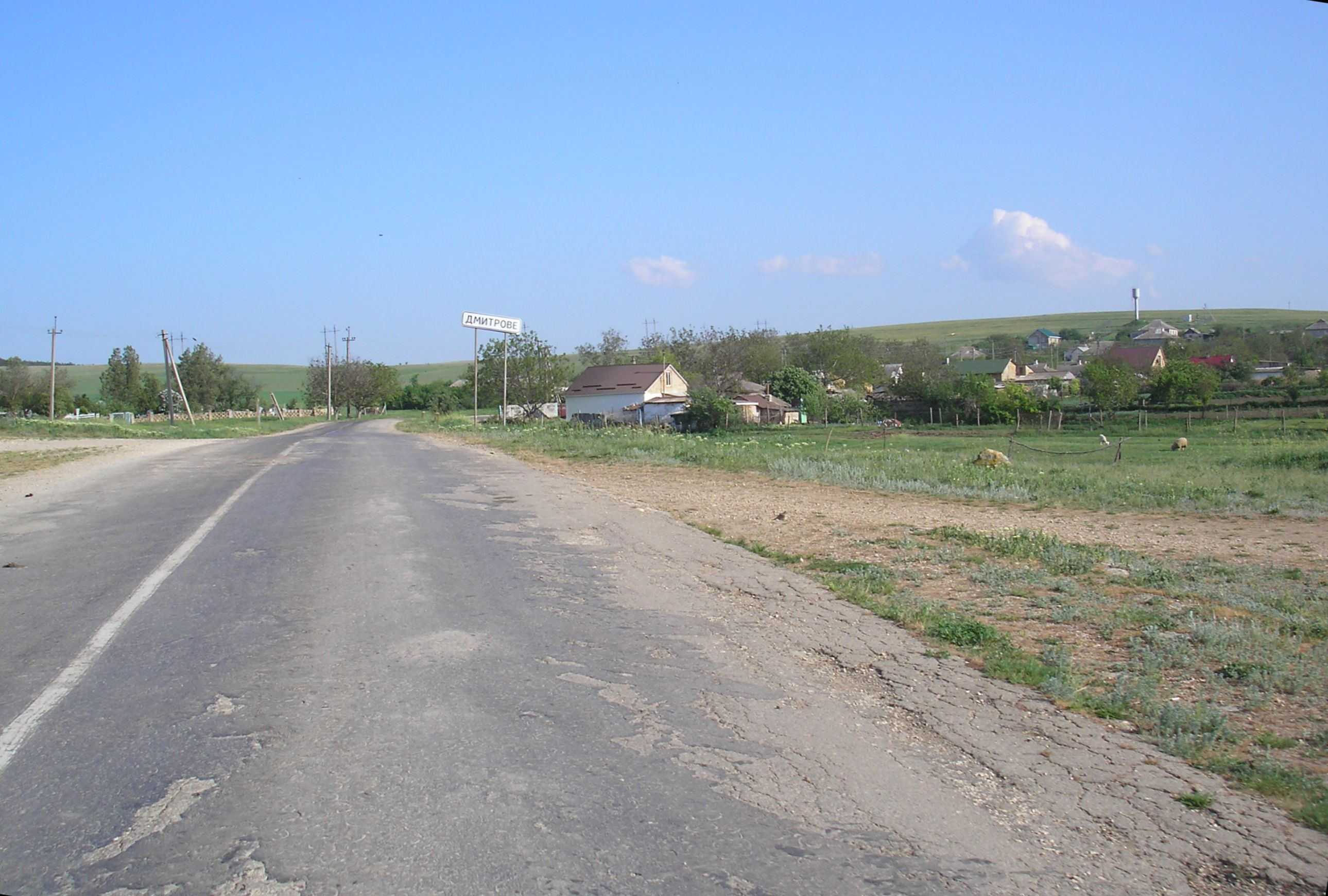

В результате земской реформы Александра II 1860 года административно-территориальное деление было изменено и Калму-Кары были отнесены к Зуйской волости. Вскоре деревня, вследствие эмиграции татар, особенно массовой после Крымской войны 1853—1856 годов, в Турцию, обезлюдела окончательно. Пустующую землю, в количестве 1 592 десятин, в 1864 году выделили 27 немецким колонистам-лютеранам. В «Списке населённых мест Таврической губернии по сведениям 1864 года», составленном по результатам VIII ревизии 1864 года, где Калмук-Кара — немецкая колонистская деревня с 5 дворами и 27 жителями, а на трёхверстовой карте 1865—1876 года в деревне число дворов ещё не обозначено. По «Памятной книге Таврической губернии 1889 года», составленной по результатам Х ревизии 1887 года, в Колму-Кора было 8 дворов и 45 жителей.
После земской реформы 1890 года, Калму-Кару отнесли к воссозданной Табулдинской волости. Согласно «…Памятной книжке Таврической губернии на 1892 год», в деревне Калму-Кара, входившей в Калмукаринское сельское общество, числилось 45 жителей в 8 домохозяйствах на 1592 десятинах собственной земли. По «…Памятной книжке Таврической губернии на 1902 год» в деревне Калму-Кары, входившей в Калму-Карское сельское общество, числилось 44 жителя в 8 домохозяйствах. К 1904 году в деревне было 30 жителей, в 1911 — 71. По Статистическому справочнику Таврической губернии. Ч.II-я. Статистический очерк, выпуск шестой Симферопольский уезд, 1915 год, в деревне Калму-Кара Табулдинской волости Симферопольского уезда числилось 9 дворов с немецким населением в количестве 31 человек приписных жителей и 13 — «посторонних», из которых 23 мужчины и 21 женщина. Жители владели 1587 десятинами удобной земли. В хозяйствах имелось 67 лошадей, 90 волов, 40 коров и 1102 головы мелкого скота.
После установления в Крыму Советской власти, по постановлению Крымревкома от 8 января 1921 года была упразднена волостная система и село включили в состав вновь созданного Сарабузского района Симферопольского уезда, а в 1922 году уезды получили название округов. 11 октября 1923 года, согласно постановлению ВЦИК, в административное деление Крымской АССР были внесены изменения, в результате которых был ликвидирован Сарабузский район и образован Симферопольский и село включили в его состав. Согласно Списку населённых пунктов Крымской АССР по Всесоюзной переписи 17 декабря 1926 года, в селе Калму-Кара, Осминского сельсовета Симферопольского района, числилось 24 двора, из них 22 крестьянских, население составляло 127 человек, из них 50 немцев, 49 русских, 28 армян, действовала немецкая школа. Постановлением ВЦИК от 10 июня 1937 года был образован новый, Зуйский район и Калму-Кару отнесли в его состав. По данным всесоюзная перепись населения 1939 года в селе проживало 158 человек.
Вскоре после начала Великой Отечественной войны, 18 августа 1941 года, все крымские немцы были выселены, сначала в Ставропольский край, а затем в Сибирь и северный Казахстан. 12 августа 1944 года было принято постановление № ГОКО-6372с «О переселении колхозников в районы Крыма», по которому в район из областей РСФСР переселялись семьи колхозников, с 25 июня 1946 года Калму-Кара в составе Крымской области РСФСР.
18 мая 1948 года указом Президиума Верховного Совета РСФСР Калму-Кара переименовали в Дмитрово. 26 апреля 1954 года Крымская область была передана из состава РСФСР в состав УССР. На 1953 год население составило 270 человек. В 1959 году был упразднён Зуйский район и село вновь переподчинили Симферопольскому. Время включения в состав Краснокрымского сельсовета пока не установлено: на 15 июня 1960 года село уже числилось в его составе.
Указом Президиума Верховного Совета УССР «Об укрупнении сельских районов Крымской области», от 30 декабря 1962 года Симферопольский район был упразднён и село присоединили к Белогорскому. Решением Крымоблисполкома от 27 июля 1962 года № 784, Краснокрымский сельсовет переименован в Донской, центр совета перенесён в Донское, в который включили Дмитрово. 1 января 1965 года, указом Президиума ВС УССР «О внесении изменений в административное районирование УССР — по Крымской области», вновь включили в состав Симферопольского. По данным переписи 1989 года в селе проживало 172 человека. С 12 февраля 1991 года село в восстановленной Крымской АССР, 26 февраля 1992 года переименованной в Автономную Республику Крым. С 21 марта 2014 года в составе Крыма аннексировано Россией.

### Имение Калмук-Кара
В 1795 году имение «Калмук-Кара», в числе прочих, было пожаловано Екатериной II Петру Палласу, в котором учёный периодически жил до своего отъезда из Крыма в 1810 году (сохранились письма Палласа, подписанные «В деревне Калмуккара»). Имением затем владела дочь учёного Альбертина (в замужестве Вимпфен) впоследствии продавшая его государственному деятелю Георгу Фридриху фон Зальфельду, вице-губернатору Таврической губернии.